# Bohemian Rhapsody (película)
Bohemian Rhapsody  (Bohemian Rhapsody: La historia de Freddie Mercury en Hispanoamérica) es una película biográfica británica-estadounidense de 2018 sobre el cantante británico Freddie Mercury y el grupo de rock Queen. Fue dirigida por Bryan Singer, aunque Dexter Fletcher asumió el cargo de director las últimas semanas de rodaje tras el despido de Singer. El guion fue escrito por Anthony McCarten y fue producida por Graham King y Jim Beach, antiguo mánager de Queen. Está protagonizada por Rami Malek, Lucy Boynton, Gwilym Lee, Ben Hardy, Joseph Mazzello, Aidan Gillen, Allen Leech, Tom Hollander y Mike Myers. La película se estrenó el 24 de octubre de 2018 en Reino Unido.
Fue galardonada con numerosos premios, entre ellos: cuatro Óscars, dos Globos de Oro y dos BAFTA. El nombre de la película procede del título de la canción más exitosa de la banda, el tema homónimo «Bohemian Rhapsody».

## Argumento
La película comienza con los preparativos que se están realizando para el histórico concierto Live Aid en 1985. Mientras se prepara el escenario, corriendo al frente está la legendaria estrella de rock, Freddie Mercury.
En un flashback de 1970, se ve a un joven Freddie, cuyo nombre verdadero es Farrokh Bulsara es cual esta trabajando como manipulador de equipaje en el aeropuerto de Heathrow donde vive con sus padres Jer y Bomi, y su hermana Kashmira, pero este prefiere que lo llamen por el nombre de Freddie.
Freddie asiste a un espectáculo en un club para ver una banda llamada Smile. Después del espectáculo, Tim Staffell les dice a los miembros Brian May y Roger Taylor, que quiere salir de la banda para buscar mayores oportunidades. Mientras busca a la banda, Freddie conoce a Mary Austin y le felicita por su bufanda, que dice que es de la tienda en la que trabaja. Luego, Freddie se acerca a Brian y Roger después del espectáculo para felicitar su actuación y ofrecerles ser su nuevo cantante. Parecen no estar convencidos al principio, especialmente con los dientes grandes de Freddie, pero Freddie canta por un momento para mostrar lo que puede hacer.
Freddie se une a Brian y Roger, junto con su nuevo bajista John Deacon, o "Deaky". Alguien en la audiencia comenta sobre la ausencia de Tim y su reemplazo por un "paki". Después de un comienzo un poco incómodo, Freddie muestra su talento, a pesar de cantar algunas de las letras de forma un poco incorrecta.
Un año después, la banda está consiguiendo un trabajo estable dando conciertos por toda Inglaterra, y Freddie ha estado saliendo con Mary. Después de que su camioneta se descomponga, Freddie propone que la vendan para grabar su primer álbum, y comienzan a usar el nombre de la banda 'Queen'.
Mary y los chicos almuerzan en la casa de Freddie, acompañados por el padre sordo de Mary. Jer les cuenta a los invitados que su familia era originaria de Zanzíbar hasta que los expulsaron de allí. Freddie luego contesta el teléfono y les dice a los muchachos que un gerente musical llamado John Reid, que trabaja con Elton John, ha escuchado su demostración y quiere conocer y dirigir a Queen, para entusiasmo de los otros muchachos.
La banda se encuentra con Reid, quien les presenta a Paul Prenter, otro mánager. Reid consigue que la banda asista a un popular programa de la BBC para interpretar "Killer Queen", pero inicialmente chocan con los productores del programa por querer que actúen de la forma en que la cadena quiere que lo hagan (principalmente sincronizando los labios con la canción).
En 1975, en casa, Freddie le propone matrimonio a Mary, quien acepta. Los otros muchachos entran para decirle a Freddie que Reid ha reservado para la banda una gira por Estados Unidos. La banda se embarca en su gira por los EE. UU. con exultantes conciertos con entradas agotadas. También contratan al abogado Jim Beach, o "Miami" como prefiere Freddie. La banda, además de Reid y Beach, se reúnen con el productor discográfico de EMI, Ray Foster, para hacer su próximo álbum. Freddie propone algo similar a una experiencia de ir a la ópera, y por eso quiere llamarlo A Night at the Opera.
La banda se mantiene unida mientras trabajan hacia su próximo gran éxito. Mientras intenta escribir nuevas canciones, Paul se acerca a Freddie y lo besa. Aunque no trata de resistirse, Freddie trata de hacer que parezca que no siente algo similar hacia Paul, quien afirma que conoce a Freddie tan bien como se conoce a sí mismo.
A pesar de algunos desacuerdos, la banda empiezan a crear un nuevo sencillo para su próximo álbum y en su defecto componen la canción titulada «Bohemian Rhapsody». Tras finalizar las grabaciones de la canción, la banda se la pasan a Foster, quien en su defecto piensa que la canción es demasiado larga (6 minutos) y está compuesta de palabras sin sentido, por lo que prefiere usar en su lugar las canciones tituladas "I'm in Love With My Car" o "You're My Best Friend" de Roger, para ser el sencillo principal del álbum en lugar de la extremadamente larga "Bohemian Rhapsody", ya que cree que esas canciones sonarían mucho mejor con un grupo demográfico más joven, además de que ninguna estación de radio querrá reproducir una canción tan larga como esa. Ante la negativa de lanzarla, Queen decide darle la espalda a Foster y EMI Records, por lo que sin más remedio Freddie lleva "Bohemian Rhapsody" al DJ Kenny Everett para tocarla por primera vez ante el público, donde recibe críticas mixtas o directamente mordaces de algunos críticos y de algunas reconocidas bandas de música y cantantes famosos de la época, pero aun con todo esto la canción se convierte en uno de los mayores éxitos de la banda que tocan en todos los lugares del mundo.
Después de la gira mundial, Freddie se encuentra con Mary, de quien se había distanciado en el camino. Él le dice a Mary que es bisexual, pero ella le dice que cree que es gay. Ella comienza a llorar porque está cansada de todas las excusas de Freddie y termina con él.
En 1980, Freddie se corta el pelo y luce su ya famoso bigote. Es dueño de su propia casa junto a Mary, pero parece estar solo. Llama a Paul para organizar una fiesta e invitar a un grupo de extraños. Freddie invita a la banda, pero comienza a comportarse de manera grosera y egoísta con ellos, lo que los lleva a irse. Después de la fiesta, Freddie manosea a un camarero, Jim Hutton. Aunque ofende a Jim, Freddie se disculpa y lo invita a quedarse. Los dos conversan y comparten un beso antes de que Jim se vaya, pero él invita a Freddie a encontrarlo después de encontrarse a sí mismo.
A Brian se le ocurre una nueva canción que cree que alentará a la audiencia a tocar junto con la banda: "We Will Rock You". Efectivamente, se convierte en otro gran éxito. Después de una de las actuaciones de Queen, Paul se acerca a Reid y le sugiere que intenten que Freddie actúe en solitario. Mientras tanto, Freddie encuentra a Mary con su nuevo novio David. En el camino a casa después del programa, Reid le ofrece el contrato en solitario a Freddie, pero solo lo enfurece pensar en dejar la banda, y Freddie despide a Reid.
El comportamiento de Freddie empeora cuando llega tarde a los ensayos y casi pelea con Roger. Sin embargo, a pesar de todo ese rencor, la banda sigue siendo productiva: resuelven sus argumentos cuando Deaky crea una nueva línea de bajo pegadiza que inspira un nuevo éxito, "Another One Bites The Dust".
La banda asiste a una conferencia de prensa del álbum Hot Space, donde los reporteros acosan a Freddie con preguntas sobre su vida sexual y orientación, debido a los rumores en curso de que ha estado participando en orgías homosexuales. Parece demasiado abrumado y aturdido para responder adecuadamente a las preguntas cuando no está siendo grosero con los reporteros.
Luego, Queen hace un video de "I Want To Break Free", que MTV prohíbe por presentar al grupo disfrazado. Más tarde, Freddie intenta ponerse en contacto con Jim, pero descubre que hay una gran cantidad de Jim Hutton en la guía telefónica y le resulta casi imposible localizarlo.
Freddie luego les confiesa a los demás que firmó un contrato en solitario de $ 4 millones con CBS Records, lo que molesta profundamente a los demás. Cuando Freddie se va, Brian le dice a Freddie que los necesita más de lo que cree.
En 1984, Freddie se muda a Múnich, Alemania Occidental, para grabar su álbum en solitario, Mr. Bad Guy. Una noche, recibe la visita de Mary, quien le dice que está embarazada y que además nota que el estado de salud de Freddie se encuentra muy comprometido, también trata de convencer a Freddie de que se reincorpore a la banda, ya que les han ofrecido un lugar para actuar en el concierto benéfico Live Aid por África y que tanto ella como los miembros de la banda lo había estado llamando todo este tiempo y que siempre les contestaba Paul, el cual siempre les informaba que Freddie se encontraba ocupado, pero Freddie revela que el nunca recibió noticias de sus llamadas en ningún momento. Sin embargo, Paul llega poco después a la casa acompañado de unos invitados para su fiesta de orgias y donde también no se le nota muy complacido por la presencia de Mary en el lugar, lo que lleva a Mary que se retirarse del lugar en un taxi, pero Freddie muy arrepentido de sus acciones le pide una disculpa a Mary por todo y esta en su defecto le menciona a Freddie que el mismo Paul es el causante de todo lo que le sucede y que a este no le importa el bienestar de Freddie en lo más mínimo y finalmente Mary se retira del lugar, por otro lado y muy disgustado por ello, Freddie confronta a Paul bajo la lluvia por no haberle informado sobre el concierto benéfico Live Aid y por el hecho de ocultarle las llamadas de Mary y los demás miembros de la banda, pero Paul en su defensa le menciona que el Live Aid es solo una pérdida de tiempo y que solo los distraerá de su relación, sin embargo Freddie, ya harto de las constantes mentiras de Paul decide finalmente romper su amistad y relación con el, donde también le exige que nunca más lo vuelva a ver y se retira bajo la lluvia. En represalias, el mismo Paul se aparece en la televisión y en los medios de comunicación para hablar sobre sus relaciones sexuales con Freddie y sobre sus orgias para calumniarlo, pero finalmente las mismas no consiguen hacerle nada.
Mientras tanto, Freddie se pone en contacto con Beach y logra reunir a los demás integrantes de la banda para hablar sobre unirse al concierto Live Aid, donde inicialmente se disculpa con los chicos por su comportamiento egoísta y por abandonarlos así por así cuando más los necesitaba. Por otro lado, Beach les dice que la alineación está completa, pero él habla con Bob Geldof y lo convence de que los deje actuar y todos están de acuerdo con la condición de que todo lo que se les ocurra sea acreditado a Queen como un todo y no a uno solo de ellos.
Tiempo después la banda comienza a practicar para el espectáculo, pero Freddie en medio de las prácticas se enferma y rápidamente decide ir a ver a un médico local en un hospital, en donde recibe la trágica noticia por parte del médico de que en sus resultados médicos ha sido diagnosticado positivo de sida lo que inicialmente desmoraliza emocionalmente a Freddie, pero luego de escuchar a otro paciente en el hospital diagnosticado también de sida, hacerle su característico canto, este se vuelve a animar y encuentra un propósito para seguir adelante y no dejar que este desafortunado evento lo desanime. Al día siguiente en medio de la práctica y en un breve descanso del ensayo, Freddie finalmente decide directamente contarles la verdad a la banda sobre de su diagnóstico de sida, ya que este quería que los miembros de la banda se enteraran por medio de Freddie, antes de que lo hicieran por algún medio de comunicación. Pero a pesar de que la banda intenta consolarlo por su trágica noticia, Freddie por su parte les pide a los miembros de la banda que por favor no se sientan mal por su situación actual y que mientras puedan seguir actuando juntos como amigos, este seguirá haciendo lo que más le apasiona, crear música y finalmente todos se juntan para un abrazo grupal y que harán lo que deban hacer, tocar el cielo y de ser necesario en el Live Aid harán un agujero en el cielo y darán el mejor concierto que nadie olvidara jamás.
En 1985, llega el día del evento Live Aid, donde primero Freddie se encuentra a Jim y lo invita a venir a ver el espectáculo en vivo. Poco después visita a su familia y les muestra amor con el pensamiento zoroástrico «Buenos pensamientos, buenas palabras, buenas acciones», antes de dirigirse al escenario de actuación. Por su parte, Bomi decide que querrá ver el evento en la televisión con su familia y entre todos deciden encenderla pronto. Mientras están en el espectáculo esperando su turno, pronto llegan Mary y David, donde también se aparece Jim y se une a ellos detrás del escenario para ver el espectáculo.
Ahora cuando es el turno de Queen para actuar en el estadio Wembley de Londres, la banda comienzan tocando la canción "Bohemian Rhapsody", donde Freddie lanza un beso a la cámara para su familia. La siguiente canción es "Radio Ga Ga", seguida de "Hammer To Fall", y finalmente "We Are The Champions", donde la gente que mira por todas partes canta. Llegan numerosas convocatorias de donaciones, que recaudan más de £1 millón, y la actuación de Queen es tan épica que hace llorar a muchos espectadores. Después de la actuación, los chicos se van como verdaderos campeones.
En el texto final de la cinta, se menciona que Freddie Mercury lamentablemente murió el 24 de noviembre de 1991 a causa de una neumonía relacionada con el sida a los 45 años de edad. También se menciona que Freddy tuvo una muy buena relación con Jim Hutton por el resto de su vida y siguió siendo un buen amigo de Mary Austin hasta el día de su muerte, también el mismo fue cremado de acuerdo a sus deseos y creencias religiosas en honor de su familia para honrarlo. Por su parte, la canción "Bohemian Rhapsody" regreso nuevamente al top 1 de música, unos 25 años después desde su lanzamiento oficial y se volvió un gran éxito a nivel mundial. Finalmente, Jim Beach y los miembros sobrevivientes de Queen se unieron para crear la Mercury Phoenix Trust para ayudar a la campaña de concienciación para combatir el sida en todo el mundo.

## Reparto
- Rami Malek como Freddie Mercury, vocalista principal de Queen.
  - Adam Rauf como el joven Freddie Mercury.
- Gwilym Lee como Brian May, guitarrista de Queen.
- Ben Hardy como Roger Taylor, baterista de Queen.
- Joseph Mazzello como John Deacon, bajista de Queen.
- Lucy Boynton como Mary Austin, pareja de Mercury.
- Aidan Gillen como John Reid, segundo mánager de Queen.
- Tom Hollander como Jim Beach, tercer mánager de Queen.
- Allen Leech como Paul Prenter, mánager personal y amante de Mercury.
- Mike Myers como Ray Foster, ejecutivo de EMI.
- Aaron McCusker como Jim Hutton, pareja de Mercury.
- Dermot Murphy como Bob Geldof.
- Meneka Das como Jer Bulsara, madre de Mercury.
- Ace Bhatti como Bomi Bulsara, padre de Mercury.
- Priya Blackburn como Kashmira Bulsara, hermana de Mercury.
- Dickie Beau como Kenny Everett.
- Neil Fox-Roberts como el padre de Mary Austin.
- Max Bennett como David, nuevo novio de Mary Austin.
- Tim Plester como Roy Thomas Baker, productor de Queen.
- Philip Andrew como Reinhold Mack, productor de Queen.
- Matthew Houston como Larry Mullen Jr., baterista de U2.
- Michelle Duncan como Shelley Stern.
- Jack Roth como Tim Staffell.
- Adam Lambert como conductor del camión estacionado (no acreditado).

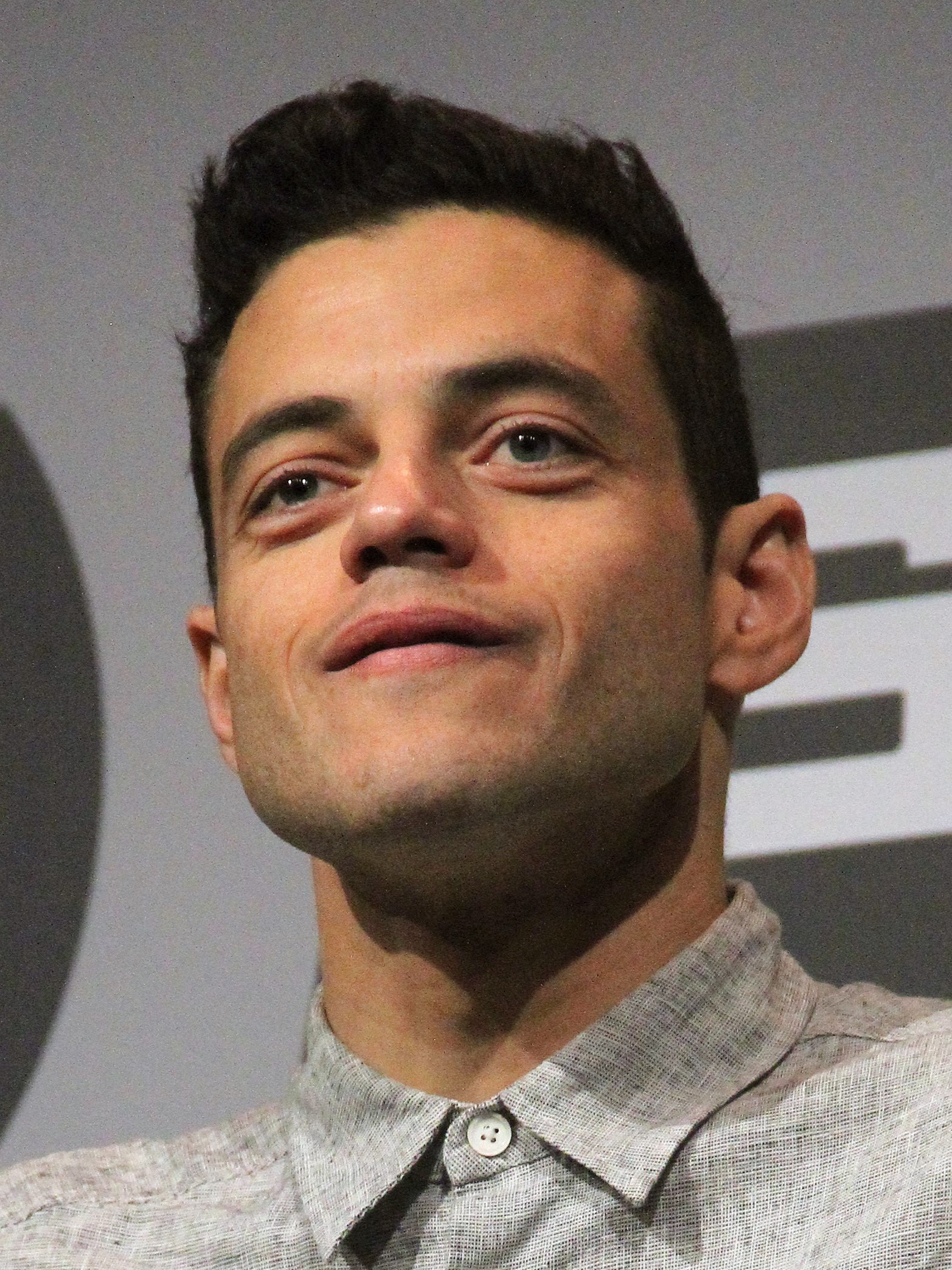
Rami Malek
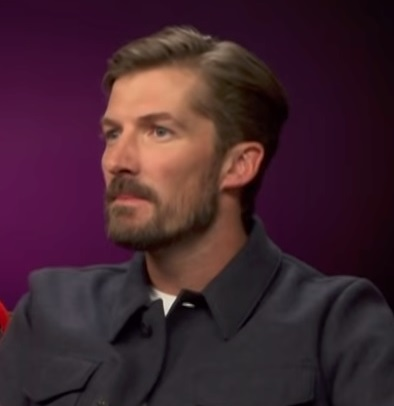
Gwilym Lee
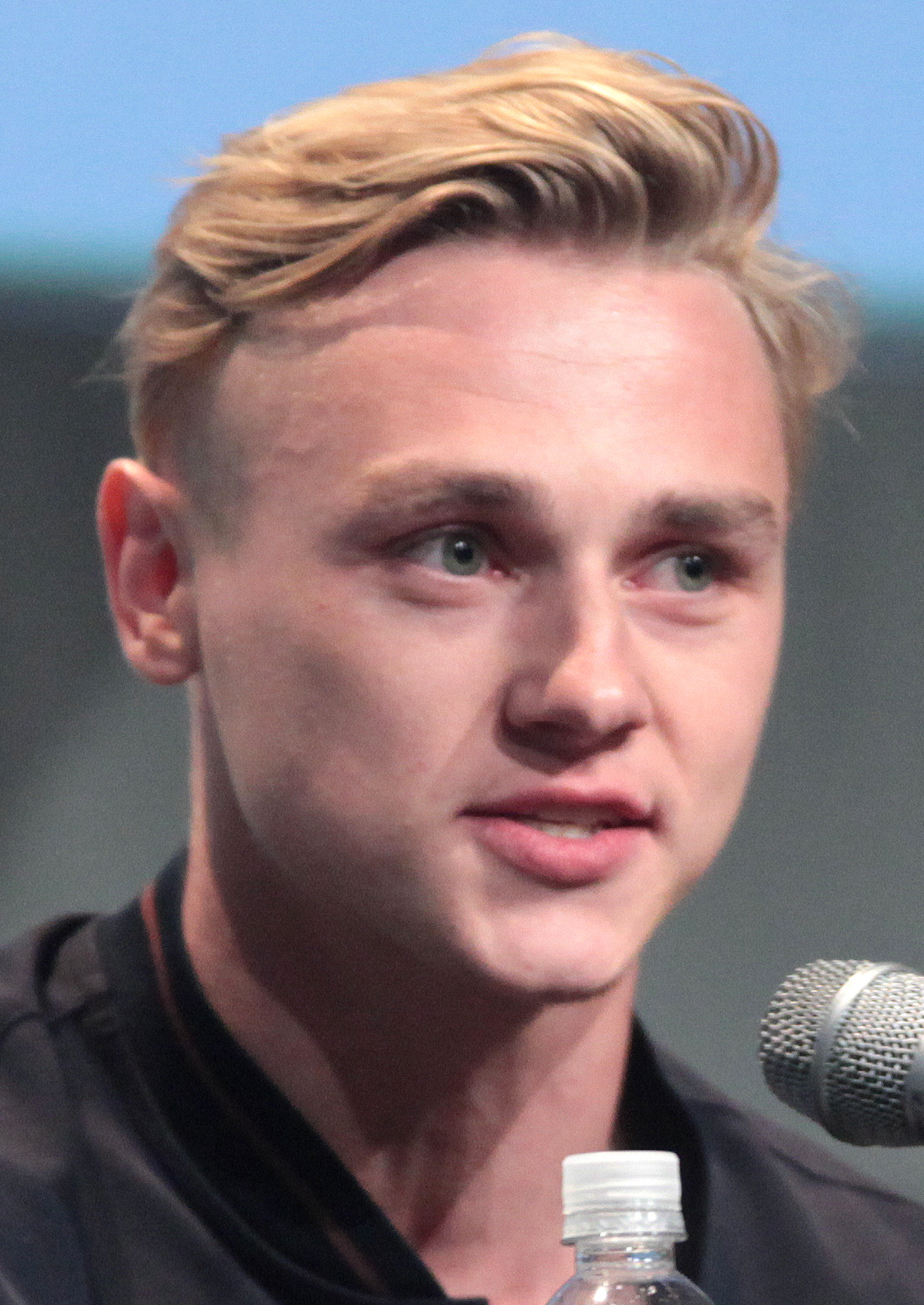
Ben Hardy
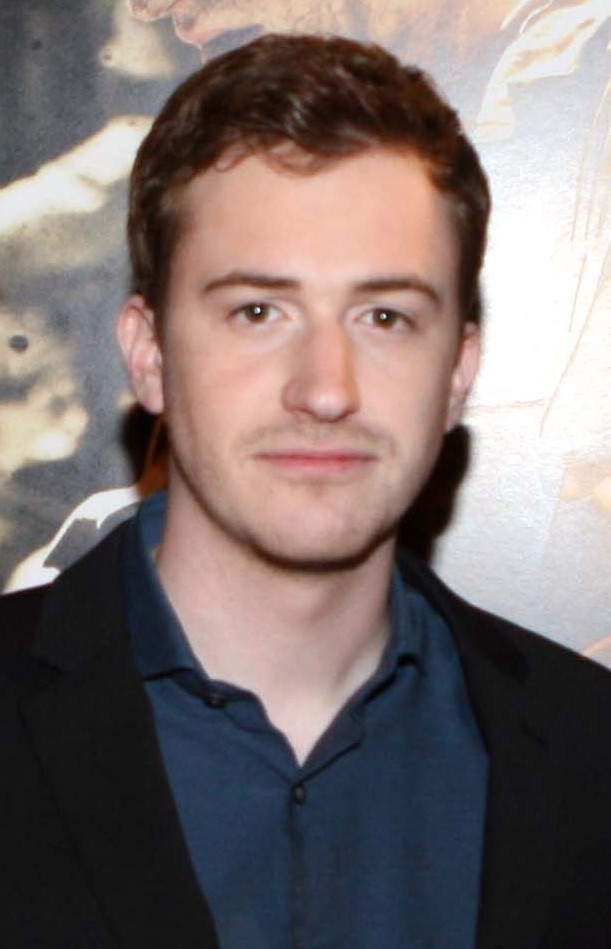
Joseph Mazzello
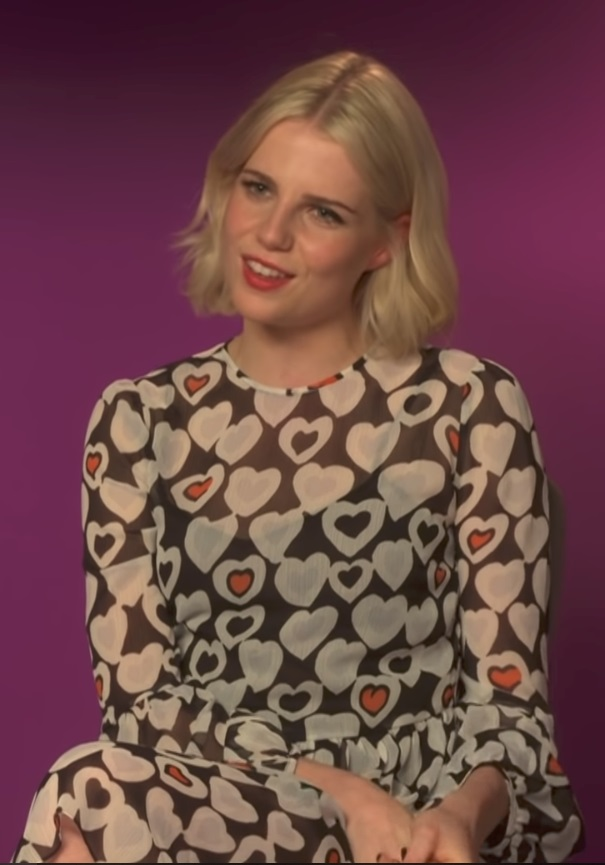
Lucy Boynton
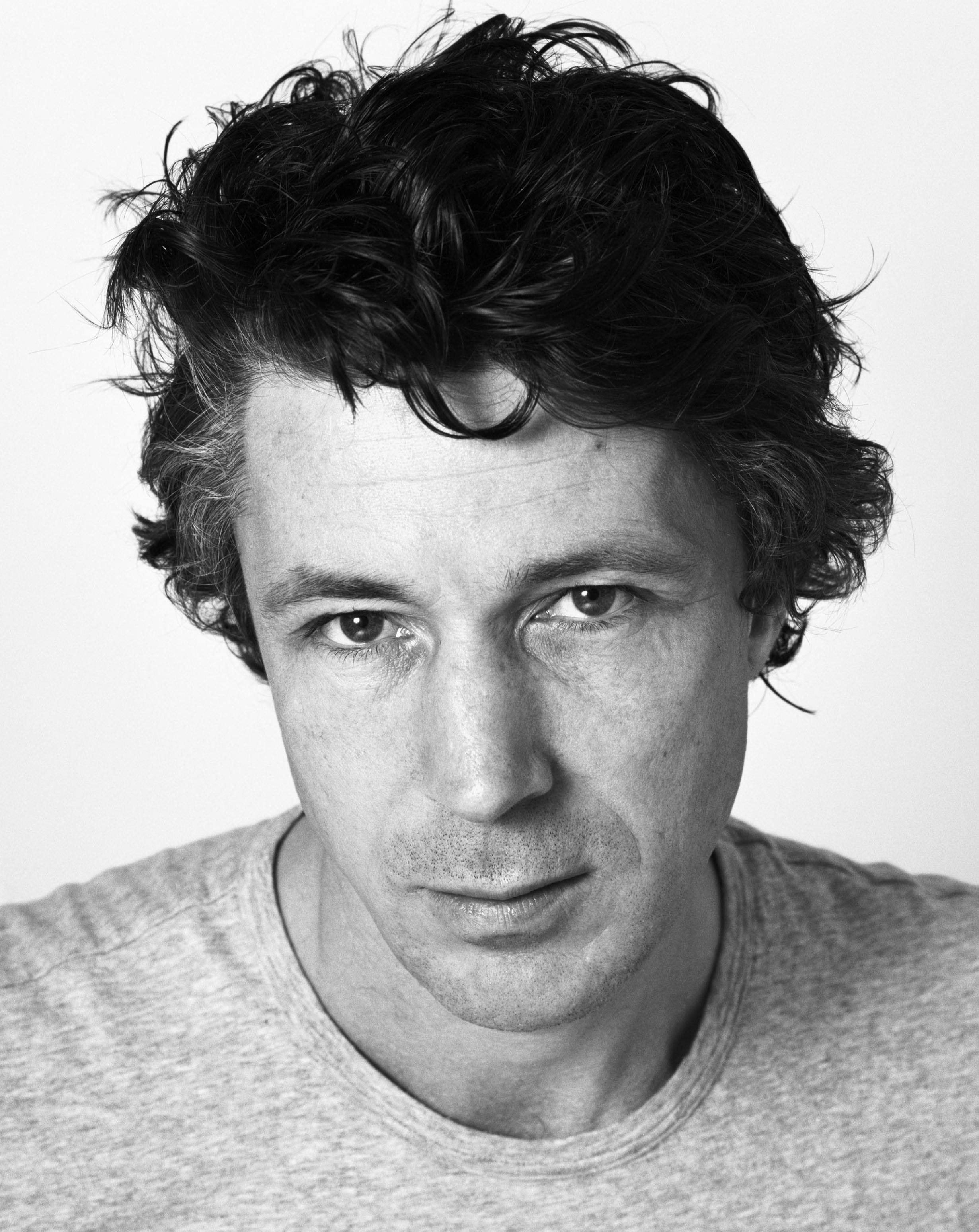
Aidan Gillen
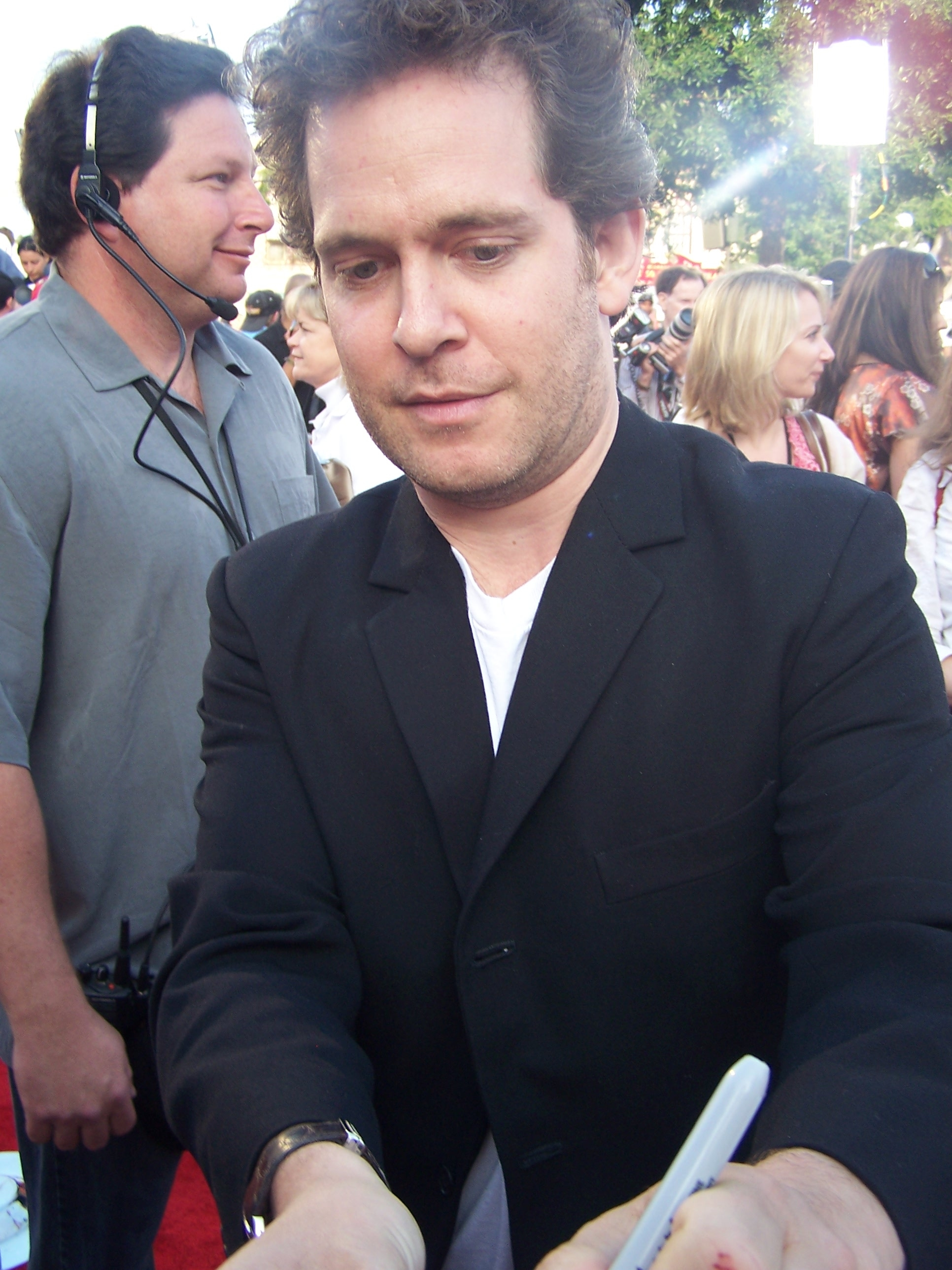
Tom Hollander
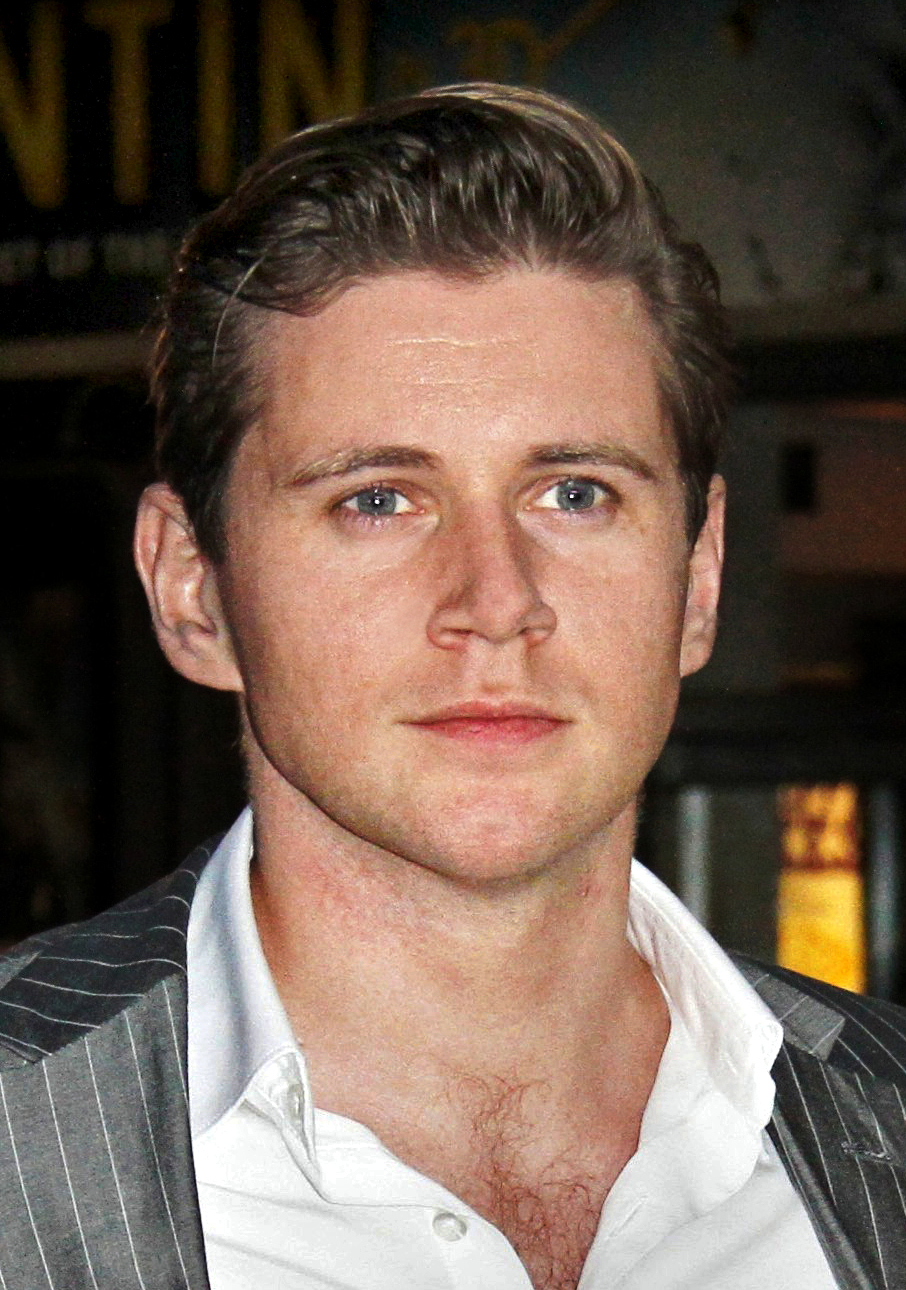
Allen Leech
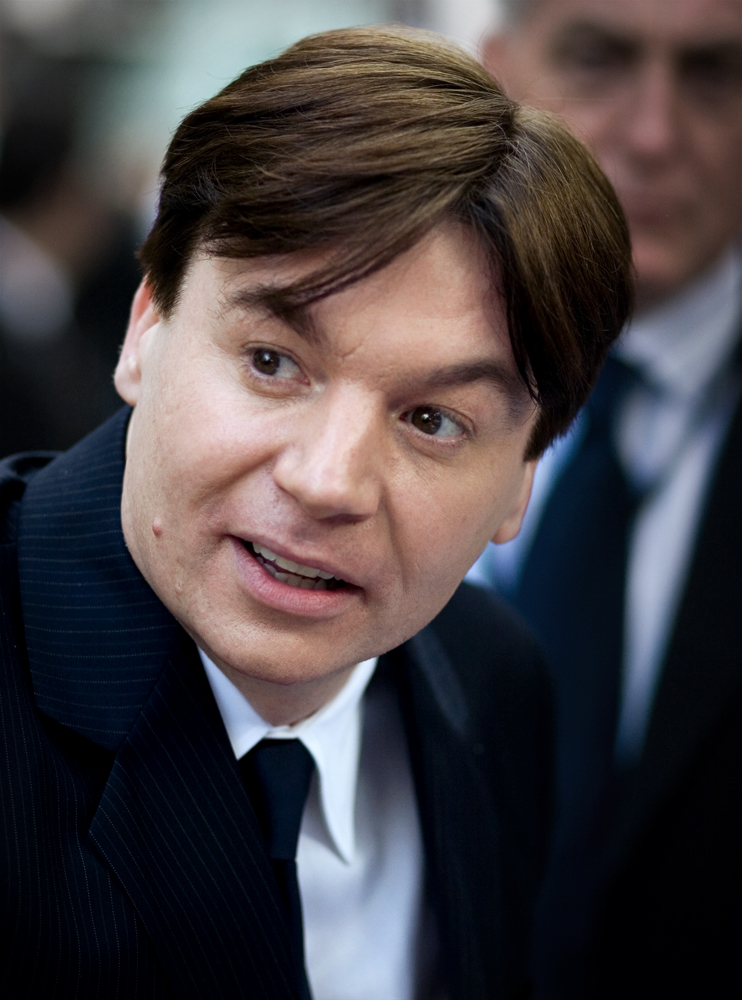
Mike Myers

## Preproducción

### Primer proyecto con Sacha Baron Cohen (2010 - 2013)

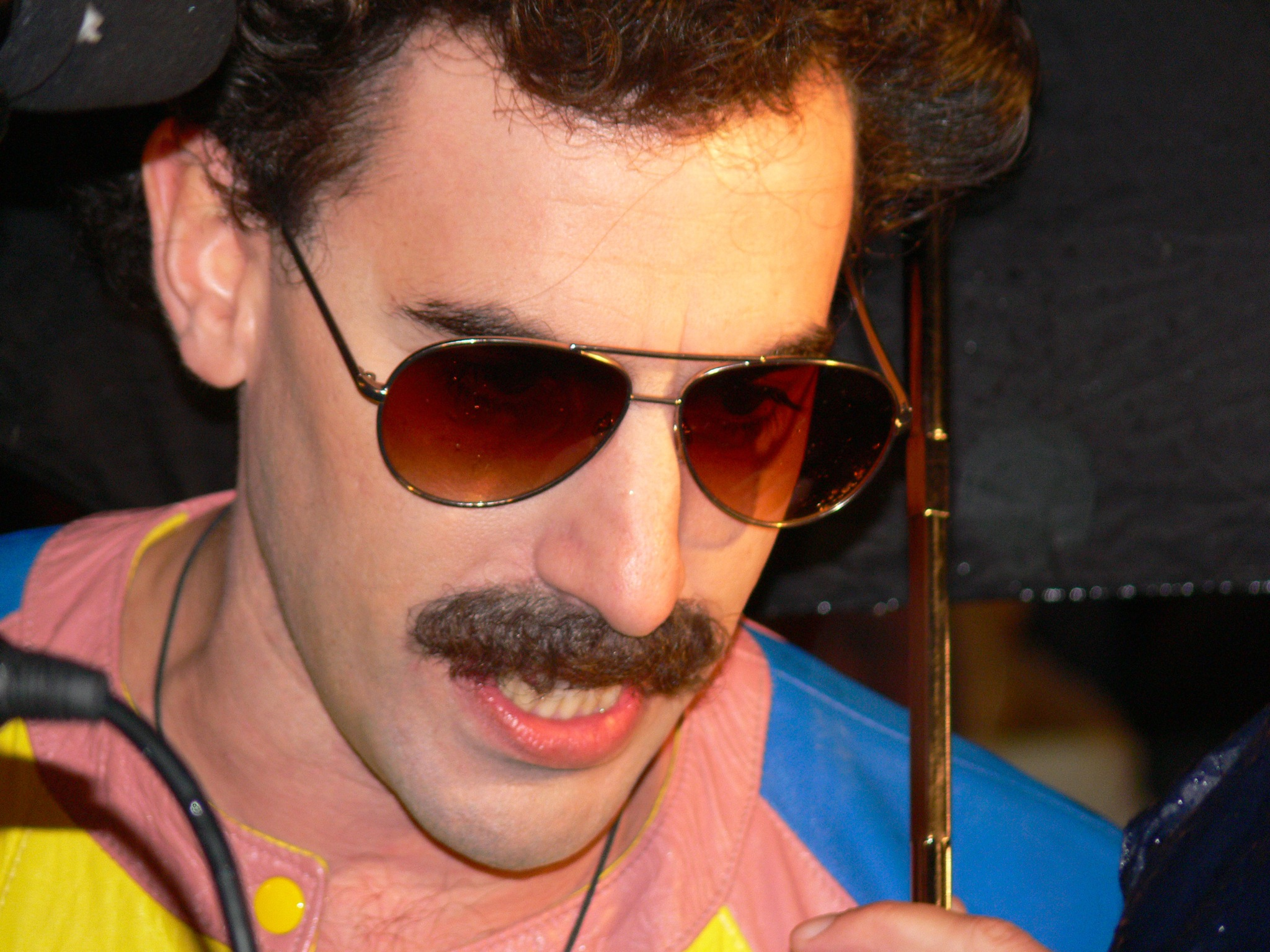
Sacha Baron Cohen iba a encarnar a Mercury inicialmente.

En septiembre de 2010 Brian May anunció en una entrevista a la BBC que Sacha Baron Cohen había sido elegido para dar vida a Mercury en la biopic sobre el cantante. También se anunció que el guion sería escrito por Peter Morgan, nominado al Óscar por The Queen y Frost/Nixon, y coproducido por la productora de Robert De Niro, TriBeCa Productions. En abril de 2011, May dijo que la banda había aprobado que el rodaje comenzara a finales de 2011. Sin embargo, en julio de 2013 Baron Cohen abandonó el proyecto debido a diferencias creativas. May dijo que la presencia del actor hubiera sido una distracción, mientras que Baron Cohen afirmó en marzo de 2016 en The Howard Stern Show que uno de los miembros de la banda le dijo que quería que Mercury muriera justo a mitad de película y que en la segunda mitad se viera cómo la banda salía adelante a pesar de todo. Además, comentó que tampoco logró que se aceptaran sus propuestas de que la película la dirigieran David Fincher o Tom Hooper.

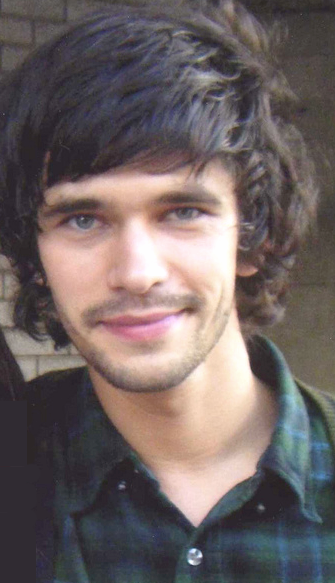
Ben Whishaw.

### Segundo proyecto con Ben Whishaw y Dexter Fletcher (2013 - 2014)
Hacia septiembre de 2013 se rumoreó que Daniel Radcliffe encarnaría a Mercury, pero Radcliffe lo desmintió. En octubre de 2013 se habló del actor Dominic Cooper como posible sustituto, pero no hubo confirmación oficial. En diciembre de 2013 se anunció oficialmente que Ben Whishaw sería el actor que interpretaría a Mercury y que Dexter Fletcher sería el director. Sin embargo, en marzo de 2014 Fletcher abandonó el proyecto nuevamente por diferencias creativas.

### Tercer proyecto:Bohemian Rhapsody(2015 - 2017)
A finales de 2015 GK Films contrató a Anthony McCarten para que escribiera un nuevo guion para la película. El 4 de diciembre de 2016 se anunció que Bryan Singer había sido elegido como nuevo director y que Rami Malek sería quien daría vida a Mercury. En agosto de 2017, Gwilym Lee, Ben Hardy y Joseph Mazzello se incorporaron al reparto como los miembros de Queen Brian May, Roger Taylor y John Deacon, respectivamente. El 30 de agosto del mismo año Singer compartió en Instagram la primera imagen del set de rodaje con la recreación del escenario del concierto Live Aid y el 5 de septiembre se publicó la primera imagen de Malek como Mercury.

## Producción

### Rodaje
El rodaje de la cinta empezó el 8 de septiembre de 2017 en la recreación del escenario del concierto Live Aid, ubicada en el antiguo aeródromo de la Real Fuerza Aérea Británica en Bovingdon, cerca de Hemel Hempstead. Según declaró Brian May en Instagram, el Live Aid iba a ser uno de los pilares de la estructura de la cinta.
El 4 de diciembre se dio a conocer por medio de un comunicado que Bryan Singer había sido apartado de la dirección de la cinta debido a «comportamientos no profesionales», como su repetida ausencia en el set de rodaje (lo que hacía que el director de fotografía Newton Thomas Sigel tuviera que ocupar su puesto) y recurrentes enfrentamientos con Malek. Horas más tarde, Singer emitió un comunicado en el que declaró que Fox no le permitió tomarse un tiempo para visitar a uno de sus padres que se encontraba gravemente enfermo. El 6 de diciembre se anunció que Dexter Fletcher regresaría para ser de nuevo director del proyecto, después de haberlo abandonado en 2014.

### Postproducción
El 15 de mayo de 2018 salió a la luz el primer tráiler de la película, el 17 de julio el segundo, el 25 de agosto el tercero y el 25 de octubre el cuarto y último.

## Música
John Ottman, un colaborador habitual de Singer, editó la banda sonora de la película. La banda sonora fue publicada por Hollywood Records y Virgin EMI Records en CD, casete y formato digital en el 19 de octubre de 2018. El álbum contiene varios éxitos de la banda y 11 grabaciones inéditas, incluyendo 5 canciones de su interpretación de 21 minutos en el Live Aid en julio de 1985, el cual nunca había sido lanzado en forma de audio. El lanzamiento del vinilo fueron publicados en febrero y abril del 2019. La banda sonora se convirtió en el sexto álbum más vendido del 2019.

## Recepción

### Crítica

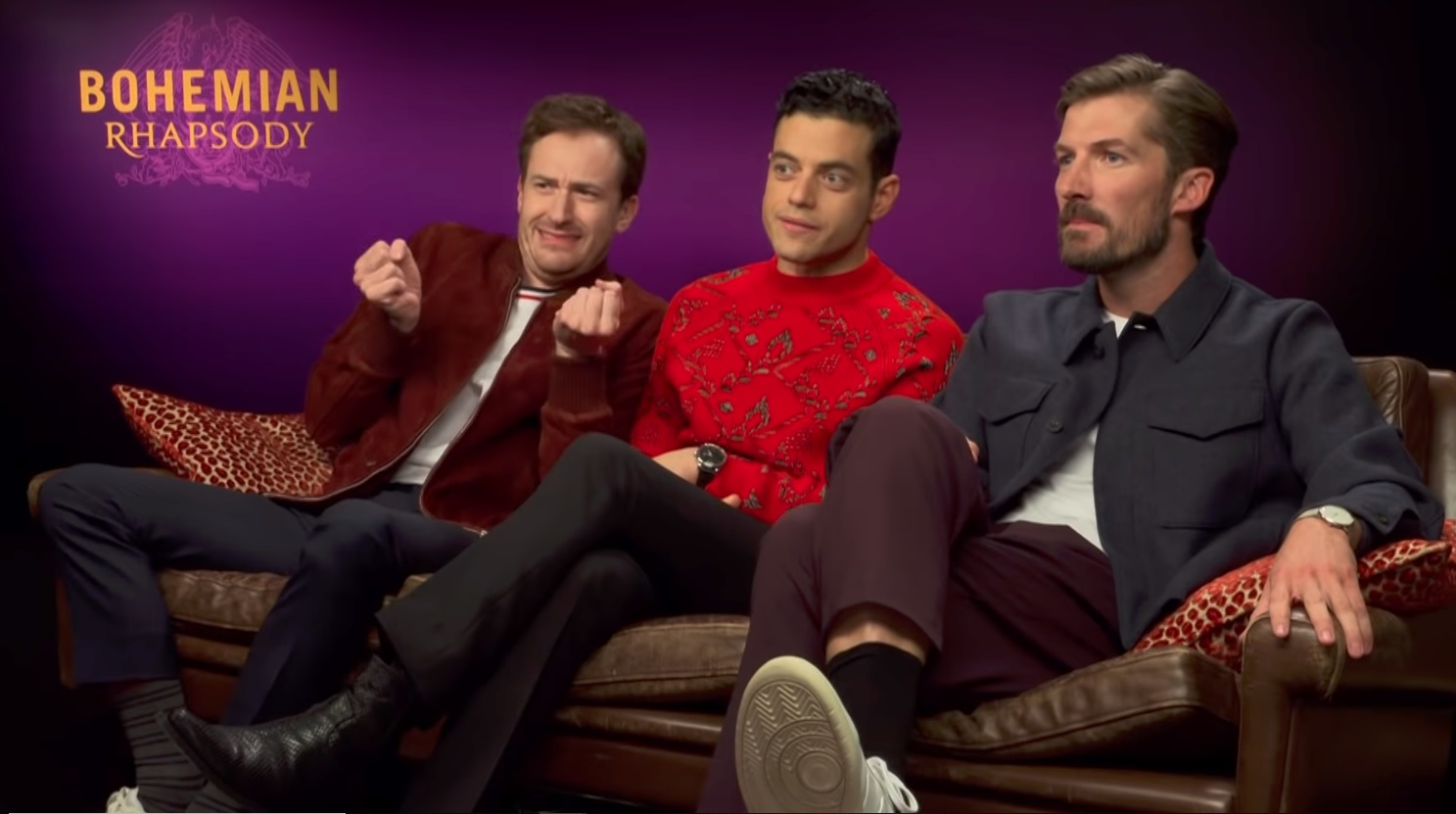
De izquierda a derecha, Joseph Mazzello, Rami Malek, y Gwilym Lee durante la promoción de la película en octubre de 2018.

Bohemian Rhapsody ha recibido reseñas mixtas de parte de la crítica y positivas de la audiencia. La mayor parte de las críticas se centra en la superficialidad de la película. En el portal de internet Rotten Tomatoes, la película posee una aprobación de 60 %, basada en 419 reseñas, con una calificación de 6.1/10, mientras que de parte de la audiencia tiene una aprobación de 90 %, basada en 15 007 votos, con una calificación de 4.5/5.
Metacritic le ha dado a la película una puntuación de 49 de 100, basada en 45 reseñas, indicando «reseñas mixtas». Las audiencias encuestadas por CinemaScore le han dado una «A» en una escala de A+ a F, mientras que en el sitio IMDb los usuarios le han dado una calificación de 8.3/10, sobre la base de 149 957 votos. En la página FilmAffinity tiene una calificación de 7.5/10, basada en 26 949 votos.
Algunos medios como The Spectator dieron reseñas negativas porque la película tenía demasiados clichés, mientras que otros como la revista Paste o el sitio web IndieWire fueron críticos con algunas licencias creativas y por el retrato de las relaciones homosexuales de Mercury, indicando que fueron representadas como una influencia particularmente corruptora.

### Premios y nominaciones
| Premio                                         | Fecha de la ceremonia | Categoría                       | Candidato(s)                                                         | Resultado | Ref(s) |
| ---------------------------------------------- | --------------------- | ------------------------------- | -------------------------------------------------------------------- | --------- | ------ |
| Festival Internacional de Cine de Palm Springs | 3 de enero de 2019    | Mejor interpretación            | Rami Malek                                                           | Ganador   | [ 29 ] |
| Premios Satellite                              | 17 de febrero de 2019 | Mejor actor - Musical o comedia | Rami Malek                                                           | Ganador   | [ 30 ] |
| Premios Globo de Oro                           | 6 de enero de 2019    | Mejor película dramática        | Bohemian Rhapsody                                                    | Ganadora  | [ 32 ] |
| Premios Globo de Oro                           | 6 de enero de 2019    | Mejor actor - Drama             | Rami Malek                                                           | Ganador   | [ 32 ] |
| Premios BAFTA                                  | 10 de febrero de 2019 | Mejor película británica        | Graham King y Anthony McCarten                                       | Nominados | [ 33 ] |
| Premios BAFTA                                  | 10 de febrero de 2019 | Mejor actor                     | Rami Malek                                                           | Ganador   | [ 33 ] |
| Premios BAFTA                                  | 10 de febrero de 2019 | Mejor montaje                   | John Ottman                                                          | Nominado  | [ 33 ] |
| Premios BAFTA                                  | 10 de febrero de 2019 | Mejor fotografía                | Newton Thomas Sigel                                                  | Nominado  | [ 33 ] |
| Premios BAFTA                                  | 10 de febrero de 2019 | Mejor sonido                    | John Casali, Tim Cavagin, Nina Hartstone, Paul Massey y John Warhust | Ganadores | [ 33 ] |
| Premios BAFTA                                  | 10 de febrero de 2019 | Mejor maquillaje y peluquería   | Mark Coullier y Jan Sewell                                           | Nominados | [ 33 ] |
| Premios BAFTA                                  | 10 de febrero de 2019 | Mejor diseño de vestuario       | Julian Day                                                           | Nominada  | [ 33 ] |
| Premios Óscar                                  | 24 de febrero de 2019 | Mejor película                  | Graham King                                                          | Nominado  | [ 34 ] |
| Premios Óscar                                  | 24 de febrero de 2019 | Mejor actor                     | Rami Malek                                                           | Ganador   | [ 34 ] |
| Premios Óscar                                  | 24 de febrero de 2019 | Mejor montaje                   | John Ottman                                                          | Ganador   | [ 34 ] |
| Premios Óscar                                  | 24 de febrero de 2019 | Mejor edición de sonido         | John Warhurst y Nina Hartstone                                       | Ganadores | [ 34 ] |
| Premios Óscar                                  | 24 de febrero de 2019 | Mejor sonido                    | Paul Massey, Tim Cavagin y John Casali                               | Ganadores | [ 34 ] |
| Premios Sant Jordi                             | 29 de abril de 2019   | Mejor película extranjera       | Bohemian Rhapsody                                                    | Ganadora  | [ 35 ] |

## Diferencias entre la película y la historia real
Medios como Rolling Stone o Espinof han apuntado varias licencias creativas desarrolladas con fines dramáticos y que difieren de la historia real:
- En la película se muestra que en 1970, Freddie (con 24 años de edad) vive con sus padres y su hermana Kashmira. En realidad, Mercury por entonces ya vivía solo. Se había independizado varios años atrás.
- Freddie asiste a un concierto de Smile (banda previa a Queen) y ahí conoce a Brian May, Roger Taylor y Mary Austin (su novia). En realidad Mercury conoció a Roger y Mary en un mercado de ropa de Kensington, y a May se lo presentó Roger Taylor posteriormente.
- Tim Staffell deja Smile después del concierto alegando tener mejores oportunidades con Humpy Bong, asunto aprovechado por Mercury para entrar al grupo. Tim y Freddie eran compañeros de universidad, fue gracias a Tim que Mercury conoció a Smile y alcanzó a ensayar con ellos antes de que Staffell dejara el grupo amistosamente.

- El personaje de Ray Foster (ejecutivo de EMI) no existió en la vida real, aunque está vagamente basado en Roy Featherstone, quien era jefe de EMI entonces y gran admirador de la banda. Sin embargo, sí creía que la canción «Bohemian Rhapsody» era demasiado larga para ser un sencillo.
- Durante las escenas en vivo, se ve a Freddie Mercury siendo transportado por la audiencia, sosteniéndolo por su espalda. En la realidad, Freddie nunca se arrojó sobre audiencia alguna para ser sostenido ni transportado.
- En la película se ve a Queen tocando la canción «Fat Bottomed Girls» en una gira por Estados Unidos antes de 1975. Esta canción realmente fue escrita, grabada y publicada en el álbum Jazz, de 1978.
- Paul Prenter llega a trabajar con Queen junto al representante John Reid en 1975. En realidad, Prenter llegó en 1977 como asistente personal de Freddie hasta finales de 1985.
- En la película, se ve a los cuatro grabando juntos la ópera de Bohemian Rhapsody. En realidad, John no grabó la canción debido a que él no cantaba, por lo que la grabaron May, Mercury y Taylor.
- Freddie despide a John Reid en 1980 como mánager tras una discusión en un viaje en limusina junto a Paul Prenter. En realidad, Reid fue el mánager de Queen entre 1975 y 1978. Además, no se trató de un despido, sino que Reid y la banda se separaron amistosamente.
- En una escena de 1977, Freddie y Mary ven por televisión una presentación de Queen realizada en Río de Janeiro. La primera vez que Queen se presentó en Río de Janeiro fue en el Rock in Rio de 1985, de donde es el audio que se oye en la escena.
- Freddie tuvo un romance con Barbara Valentin, una actriz de origen austriaco entre 1983 y 1985, y que aparece en el videoclip de «It's a Hard Life». En la película no se la menciona.
- En la escena de una fiesta en la casa de Freddie, evento ocurrido en Londres en 1980, suena de fondo la canción «Super Freak» de Rick James. Esta canción fue publicada en 1981.
- En un momento de la fiesta, el baterista Roger Taylor decide marcharse, manifestando que ahora es esposo y padre de familia. En la realidad, Roger se convirtió en padre en 1980 y contrajo su primer matrimonio en 1988.
- Al término de la fiesta, Freddie entabla conversación con Jim Hutton, quien trabaja de camarero. En la realidad, Freddie y Jim se conocieron en un bar londinense en 1983. Además, Jim no era camarero sino peluquero.
- Se muestra a la banda ensayando y grabando «We Will Rock You» en una escena de 1980 donde Freddie ya aparece con su conocido bigote y el cabello corto. Esta canción fue publicada en el álbum News of the World de 1977, época en la que Mercury aún usaba el cabello largo y no lucía bigote.
- Cuando Freddie se aparta de sus compañeros para comenzar una carrera en solitario, menciona no saber la profesión del bajista John Deacon. Este le responde que estudió Ingeniería Eléctrica. En la realidad, John estudió Electrónica, y sus conocimientos en la materia le permitieron crear el amplificador para guitarra eléctrica Deacy Amp en 1972, el cual ha sido utilizado por el guitarrista Brian May hasta la actualidad.
- En la película se menciona que, según su contrato solista con CBS Records, Freddie Mercury grabaría dos discos en solitario, pero solo se muestra el proceso de grabación del primero, Mr. Bad Guy. El segundo fue Barcelona, grabado en 1987 con la soprano española Montserrat Caballé.
- Cuando Mary visita a Freddie en Múnich para persuadirlo de regresar con Queen, ella le revela que está embarazada. En la realidad, el primer hijo de Mary nació en 1990.
- Una vez que Mary se marcha, Freddie despide a Paul Prenter. En la realidad, Freddie rompe relaciones con Prenter meses después de Live Aid.
- Tras ser despedido por Freddie, Prenter revela información de este a la prensa mediante entrevistas televisadas. En la realidad, Prenter vendió las historias a los tabloides británicos a finales de 1986.
- Cuando Freddie se reconcilia con sus compañeros antes de Live Aid, John Deacon menciona que, desde ese punto en adelante, los créditos de todas las futuras canciones de la banda serían compartidos colectivamente, en lugar de ser para un solo miembro. Este acuerdo realmente se tomó en 1989, para los álbumes The Miracle e Innuendo, publicados en 1989 y 1991, respectivamente.
- Freddie se realiza exámenes médicos y es diagnosticado de sida semanas antes de Live Aid. En la realidad, Mercury fue diagnosticado con la enfermedad en abril de 1987.
- Freddie revela su enfermedad a sus compañeros durante los ensayos para Live Aid. En la realidad, esto sucedió —según el libro autobiográfico de Jim Hutton, Mercury y Yo— pocas semanas después de la publicación de The Miracle, en 1989.
- El día de Live Aid, Freddie llega a la casa de Jim y lo invita a comer donde sus padres, Bomi y Jer Bulsara, antes de dirigirse al concierto. En la realidad, para esa fecha Freddie y Jim ya eran pareja y vivían juntos en la mansión del cantante, Garden Lodge. Además, según el relato de Jim en su libro autobiográfico, él conoció a los padres de Freddie en el otoño de 1988, cuando el cantante los invitó a comer a Garden Lodge.
- En la reunión que el grupo tiene para decidir si actuaban o no en Live Aid, Roger menciona que llevaban 3 años sin tocar juntos. En la realidad, el álbum The Works había sido grabado un año antes y su gira de promoción, el The Works Tour había finalizado en mayo de 1985, solo dos meses antes de la cita de Wembley.

## Posible secuela
En diciembre de 2018 Brian May comentó la posibilidad de una secuela que se llevaría a cabo desde el Live Aid hasta el fallecimiento de Freddie.